# Polynema waterhousei
Polynema waterhousei är en stekelart som beskrevs av Walter Douglas Hincks 1950. Polynema waterhousei ingår i släktet Polynema och familjen dvärgsteklar.
Artens utbredningsområde är:
- Tjeckien.
- Sverige.

Arten är reproducerande i Sverige. Inga underarter finns listade i Catalogue of Life.